# Iwan Łednej
Iwan Iwanowycz Łednej, ukr. Іван Іванович Ледней, ros. Иван Иванович Ледней, Iwan Iwanowicz Ledniej (ur. 4 listopada 1959 we wsi Dowhe, w obwodzie zakarpackim) – ukraiński piłkarz, grający na pozycji obrońcy lub pomocnika, trener piłkarski.

## Kariera piłkarska

### Kariera klubowa
W 1977 roku rozpoczął karierę piłkarską w klubie Sudnobudiwnyk Mikołajów, skąd w 1979 roku został zaproszony do Metalista Charków. W 1982-1983 służył w wojskowym klubie SKA Kijów. Po zakończeniu służby wojskowej powrócił do Metalista. W 1985 roku bronił barw Tawrii Symferopol, a w 1986 przeszedł do Majaka Charków. W 1988 został zaproszony do rodzimego Zakarpattia Użhorod, ale po roku powrócił do Majaka Charków. Latem 1989 przeniósł się do Torpeda Zaporoże, gdzie zakończył karierę w roku 1991.

## Kariera trenerska
Karierę szkoleniowca rozpoczął po zakończeniu kariery piłkarza. Najpierw trenował amatorski zespół z rodzimej wsi Awal Dowhe. W rundzie jesiennej sezonu 1994/95 najpierw pomagał trenować Chimik Żytomierz, a od października do listopada 1994 trenował Zakarpattia Użhorod.
Od 2004 pracuje na stanowisku trenera w Liceum Sportowo-Humanitarnym we wsi Ilnycia.

## Sukcesy i odznaczenia

### Sukcesy piłkarskie
Metalist Charków
- mistrz Pierwoj ligi ZSRR: 1981

SKA Kijów
- mistrz Ukraińskiej SRR: 1983
- brązowy medalista Wtoroj ligi ZSRR: 1983

Tawrija Symferopol
- mistrz Ukraińskiej SRR: 1985

Torpedo Zaporoże
- mistrz Ukraińskiej SRR: 1990

### Odznaczenia
- tytuł Mistrza Sportu ZSRR